# Certificat Persil
Certificat Persil (en alemany Persilschein) era a Alemanya el nom popular donat a l'atestació per certificar que una persona no havia participat de manera activa i greu en el règim criminal del Tercer Reich. Era un document emès per les forces dels Aliats de la Segona Guerra Mundial en la campanya de desnazificació. Tal certificat era indispensable per poder trobar feina o llogar casa i encara més per a exercir molts càrrecs publics i altres oficis.
El nom irònic prové de la marca de detergent de rentadora «Persil» que renta més blanc que blanc. Aquest nom popular era una crítica contra la facilitat amb la qual moltes col·loboradors actius del nazisme, mitjançant testimoniatges dubtosos van poder obtenir un certificat d'innocència. El partit liberal Freie Demokratische Partei (FDP) el 1949 ja va fer propaganda electoral per demanar la fi de la desnazificació que creava «ciutadans de segona classe» i que trobava injusta. Nazis que van perdre o destruir el carnet d'identitat, o van canviar de nom, altres van testimoniejar en favor de companys del partit per ajudar a obtenir el Certificat Persil. També l'església catòlica, més moguda per l'anticomunisme que no pas pel desitg de persecució d'assassins massius hi va contribuir.
L'expressió continua viva per marcar persones o institucions que atesten una inocència dubtosa, per exemple en l'afer de Rússia: «Donald Trump s'atorga a si mateix un certificat Persil».